# Thunnus tonggol
Thunnus tonggol es una especie de peces de la familia Scombridae en el orden de los Perciformes.

## Morfología
Los machos pueden llegar alcanzar los 145 cm de longitud total y los 35,9 kg de peso.

## Distribución geográfica
Se encuentra desde el Mar Rojo y el África Oriental hasta Nueva Guinea, Japón y Australia.